# Acer heldreichii
Acer heldreichii là một loài thực vật có hoa trong họ Bồ hòn. Loài này được Orph. ex Boiss. mô tả khoa học đầu tiên năm 1856.

## Hình ảnh

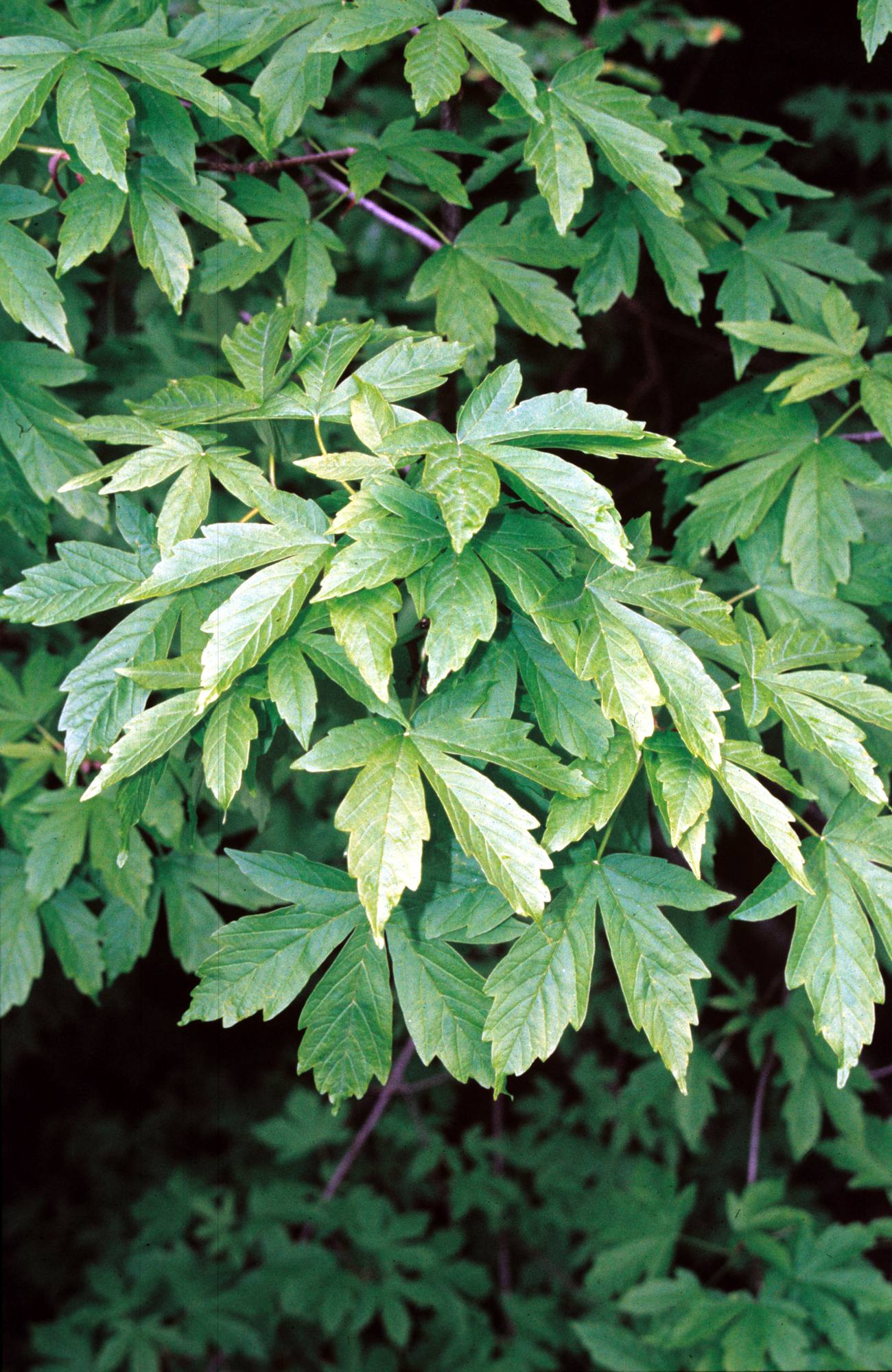
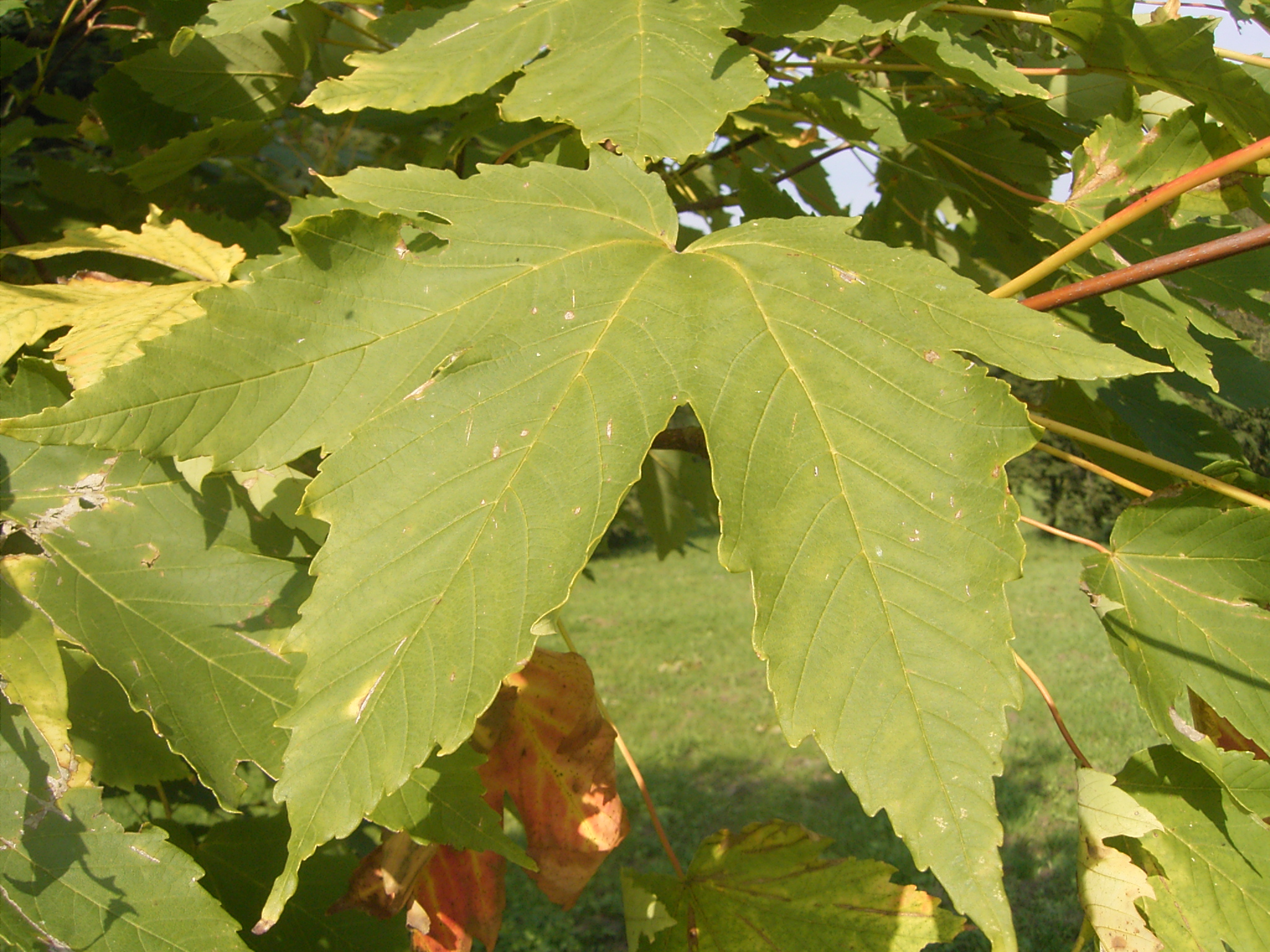
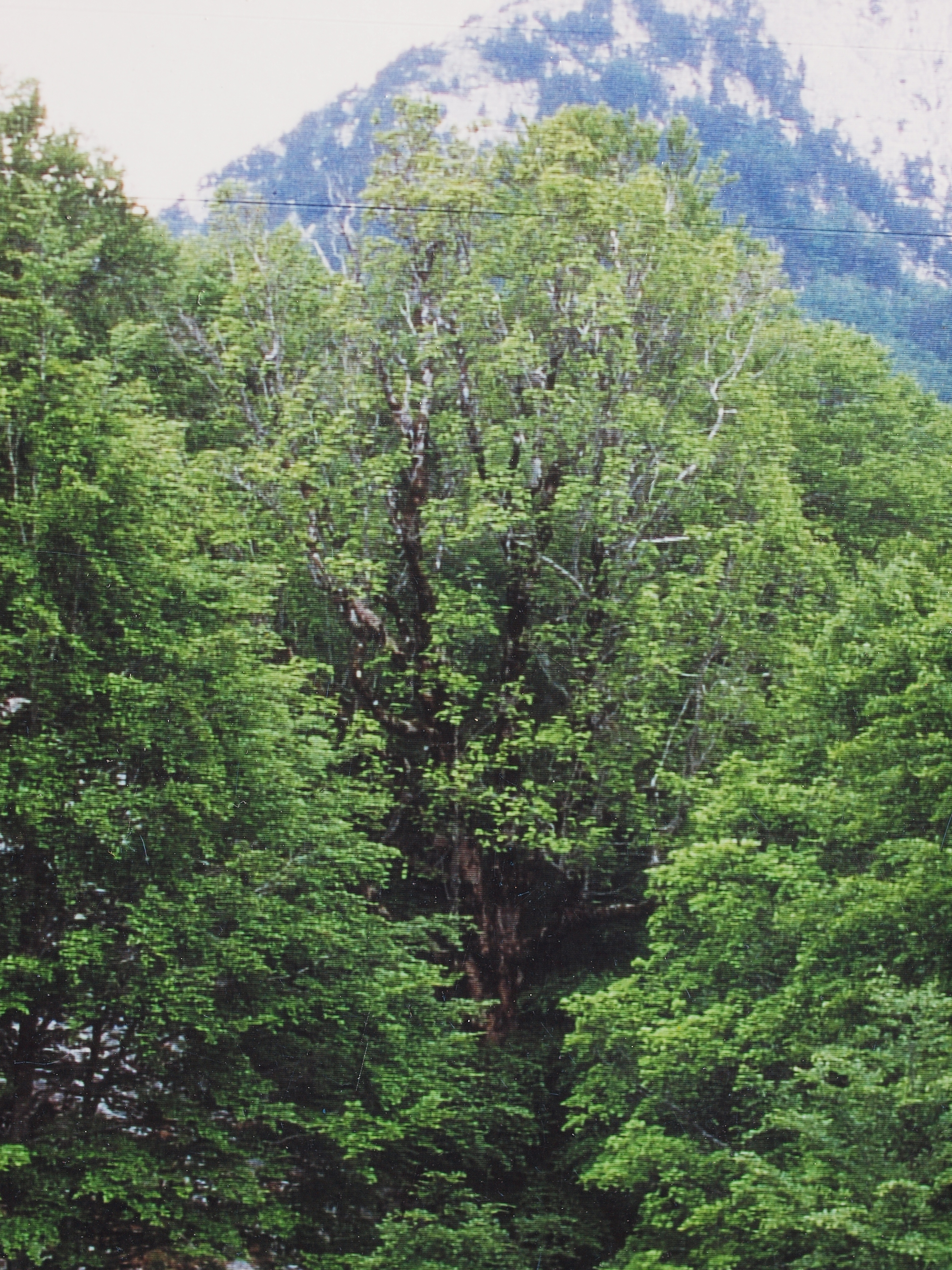
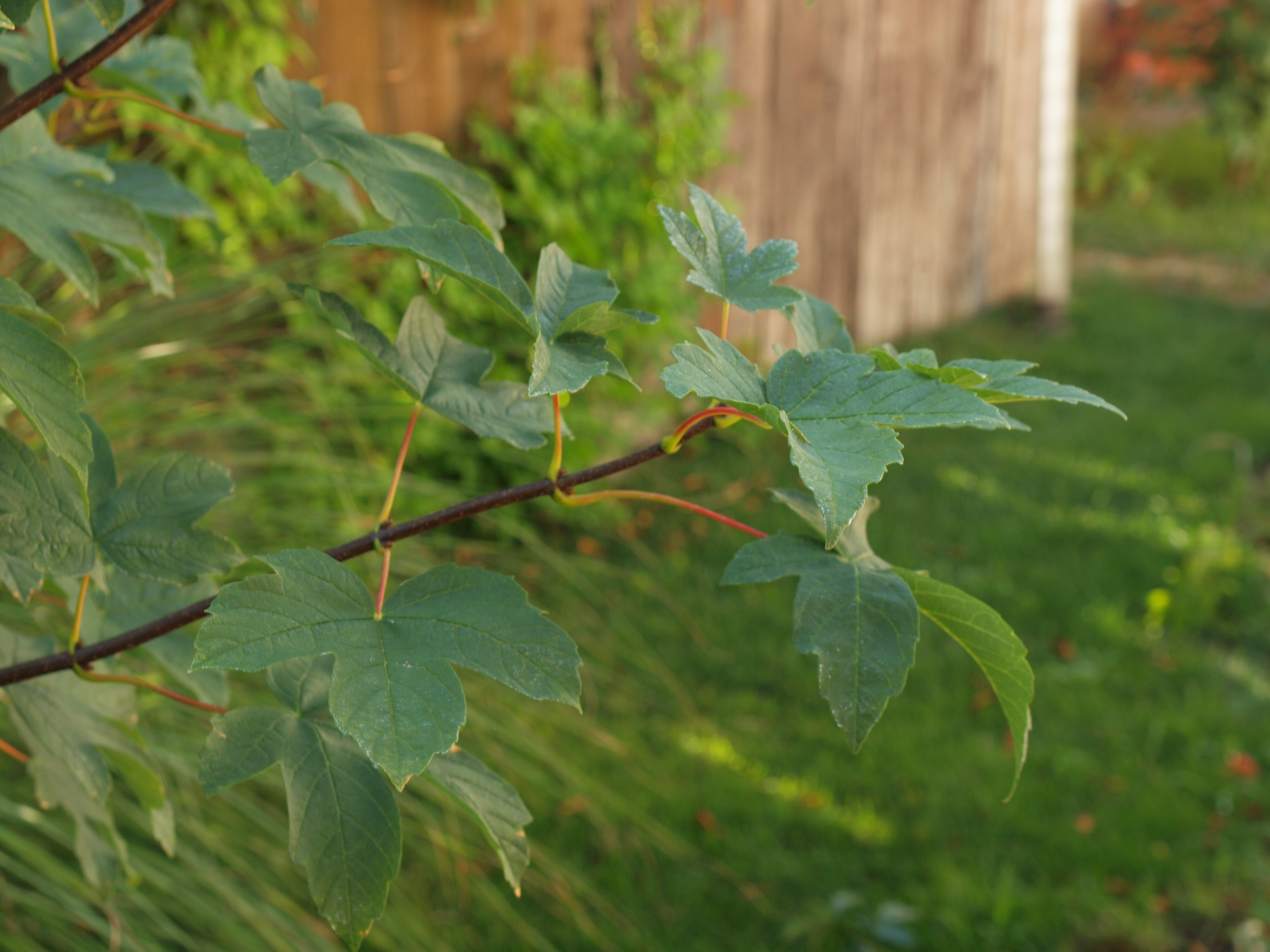